# Franci
Franci su bili germansko pleme koje je vladalo područjem današnje Francuske, ondašnje Galije i današnje Njemačke nakon propasti Zapadnog Rimskog Carstva.

## Općenito o Francima
Franci su germanski narod, koji se sastojao od nekoliko germanskih plemena (tvorili su tzv. Germansku federaciju) i to: Salijci, Sikambri, Kamavi, Tenkteri, Kazuari, Brukteri, Uzipeti, Ampsivari i Kati. Franci su prvo germansko pleme koje se stalno nastanjuje na području Rimskog Carstva. Došli su na područje Rimskog Carstva iz sadašnje središnje Njemačke i južne Nizozemske i naselili se u sjevernoj Galiji, gdje su pod Rimljanima bili prihvaćeni kao federati.
Tu uspostavljaju Franačku državu, koja pokriva većinu današnje Francuske, Belgije i Nizozemske i zapadnih područja Njemačke (Frankonija, Porajnje, Hessen). Time su Franci stvorili povijesnu jezgru i moderne Francuske, Njemačke, Nizozemske i Belgije. Prijelaz franačkog kralja Klodviga koji je bio poganin na kršćanstvo pri kraju 5. stoljeća predstavlja jedan od ključnih događaja u povijesti Europe.
Franačka je pod Merovinzima bila izložena podijelama i dinastičkim borbama, jer su Franci dijelili kraljevstvo na sve svoje sinove, kao što su inače dijelili i privatno vlasništvo. To je bilo jedno kraljevstvo s više potkraljevstava s nejasnim datumima podjela, nejasnim unutarnjim granicama te s pitanjem tko je uopće njima i vladao. Općenito, Franačkim kraljevstvom vladale su dvije dinastije kraljeva:
- Merovinzi
- Karolinzi

U početku je postojala glavna podijela među Francima:
- Salijski Franci, gdje salijski znači slani, tj. oni kraj mora (na donjoj Rajni)
- Ripuarski Franci, tj. oni koji žive kraj rijeke (na srednjoj Rajni)

Ta podijela je imala svoj značaj do 9. stoljeća po tome što su postojali različiti pravni sustavi za svaku od skupine Franaka. To pleme ili skupina plemena ima svoje dijelove: Salijci, Ripuarci, Brukteri, Sikambri, Kamavi, itd. Od svih s vremenom postaju najvažniji Salijci (naseljeni najprije u područje današnje Belgije, postupno se šire najprije do Seine, a onda do Loire) i Ripuarci (naseljeni oko rijeke Rajne, središte između Metza i Aachena).

## Najraniji zapisi o Francima
Najraniji povijeni zapisi su relativno nejasni. Glavni povijesni izvor o Francima je galsko-rimski kroničar Grgur iz Toursa u djelu Povijest Franaka (Historia Francorum), koja pokriva vrijeme do 594., a sadrži citate drugih starijih autora (Sulpicije Aleksandar i Frigerid) te bilješke o vlastitim kontaktima s važnijim osobama u Franačkoj. Pored Grgurove Povijesti postoje i raniji rimski izvori, kao što su Amijan Marcelin i Sidonije Apolinar koji spominju Franke.
Grgur iz Toursa tvrdi da su Franci živjeli u Panoniji, pa su se premjestili do obala Rajne, dok drugi raniji izvori spominju da su se Franci preselili od ušća Dunava do Rajne (Fredegarova kronika iz 7. stoljeća i djelo Gesta regnum Francorum ili Liber Historiae Francorum). Tu su Franci u 11. stoljeću pr. Kr. uzeli ime Franci po svom zapovjedniku Franku. Dotad su se zvali Sikambri(ili Sugambri) i bili su jedan ogranak od Skita ili Kimerana. Merovinški kraljevi su tvrdili da potiču od Sikambra, koji su bili skitsko pleme.
Noviji povjesničari u vrijeme migracija smatraju da su se Franci pojavili sjedinjavanjem više manjih germanskih plemena u franačke konfederacije početkom 3. stoljeća, uključujući Sikambre, Uzipete, Tenktere i Bruktere. Te skupine su nastanjivale nizinu donjeg Porajnja i zemlje istočno od Rajne. Socijalni razvoj je ubrzan ratovima, koje su Rimljani vodili s Markomanima 166. i ostalim sukobima krajem 2. i u 3. stoljeću. Regija na sjeveroistoku današnje Nizozemske - Salland i danas nosi svoje ime koje je (vjerojatno) dobila po Salijskim Francima koji su tu stvorili jezgu svoje države.
Oko 250. jedna grupa Franaka je iskoristila slabost Rimskog Carstva pa dolaze do Tarragona u današnjoj Španjolskoj. Tu su oko 10 godina opljačkali cijelu regiju, dok ih rimske legije nisu otjerale s područja Rimskog Carstva. Oko 40 godina kasnije Franci stavljaju regiju Scheldt pod svoju vlast gdje ometaju plovni put prema Britaniji. Rimljani su okupirali to područje, ali su ostavili Franke da žive tu, koji su gusarili tim područjem do vremena kada su se neki skrasili u Toksandriji prema ugovoru s rimskim vlastima. Tada se jače počinju uplitati u kopnene putove i sudjelovali su u događaju Conspiratio Barbarica (367. – 369.). Od samog kraja 2. stoljeća, Franci se pojavljuju u rimskim tekstovima i arheološkim izvorima kao neprijatelji i saveznici (laeti ili dediticii) na rimskom tlu.

## Jezik
Stari franački jezik, kojim su govorili Franci, nema izravnih pisanih potvrda, ali je ostavio trag u mnogim starofrancuskim, pa čak latinskim izrazima. Razvio se u staroniskofrankonijski jezik u današnjoj Nizozemskoj i Belgiji u 7. stoljeću koji je nadalje bio zamijenjen starofrancuskim na jugu.